# Свірж (фестиваль)

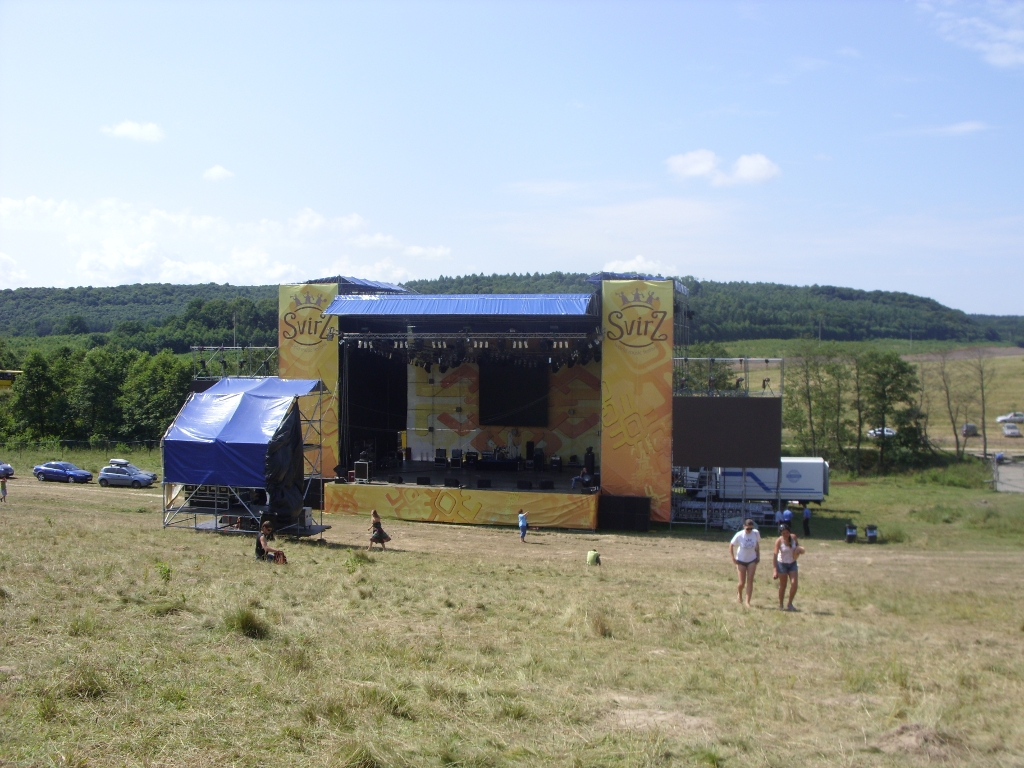
Головна сцена фестивалю Свірж-2009

Фестиваль культур народів світу «Свірж» — міжнародний етнічний фестиваль, що започаткований 2009 року в селі Свірж Перемишлянського району Львівської області і проходив з 31 липня до 2 серпня. «Свірж 2009» через фінансові труднощі закінчився скандалом, було виконано лише частину запланованої програми. Триденний «Свірж-2010» планували провести від 30 липня до 1 серпня 2010 року у Вишгородському районі, за 15 км від Києва біля берегів Київського водосховища, однак скасували.

## 2009 рік

### Плани
Серед учасників 2009 року мали бути: Ніно Катамадзе & Insight, Пелагея, Zdob și Zdub, Yurcash, Сезарія Евора, Тарас Чубай і «Плач Єремії», «Воплі Відоплясова», «ФлайzZzа», FliT, «Піккардійська Терція», «Esthetic Education» та інші.
Програма Фестивалю поділялася на кілька основних жанрів: музика, танці, театр, література. Мало бути 4 концертні майданчики: Головна сцена, Рок-сцена, Фолк сцена, Духовна сцена.
Було заплановано понад 60 концертів на трьох сценах; літературні, танцювальні та ігрові майдани, десятки майстер-класів та сотні метрів виставкових площ, а також повний спектр послуг для гостей фестивалю, включаючи наметове містечко, паркінг та всі супутні послуги.
Учасникам пропонувалося поселитися у наметовому містечку і протягом трьох днів співати, танцювати і розважатися.

### Перебіг і зрив фестивалю
Ще до початку фестивалю були побоювання через ціну на квитки на музичні майданчики (від 200 грн на всі 3 дні), тоді як велика частина українських музичних фестивалів просто неба (open-air) є безкоштовною.

#### 31 липня
Відкриття фестивалю відбулося в п'ятницю, 31 липня — одним з учасників відкриття була Ніно Катамадзе. Їй єдиній гонорар було виплачено у повному розмірі. Програма першого фестивального дня була повністю виконана.

#### 1 серпня
Уже на другий із запланованих трьох днів (1 серпня) техніки почали розбирати Головну сцену і Рок-сцену. У підсумку із трьох анонсованих працював тільки один майданчик — Фольк-сцена.
Приблизно о 8 вечора в суботу на сцені з'явилася координатор фестивалю Арміне Габріелян (керівник продюсерської компанії «Габрі», яка виступила організатором дійства). Під свист публіки вона повідомила, що фестиваль припиняє роботу через нестачу фінансування.
На Фольк-сцені концерти проводили до 5-ї ранку, і там таки виступили гурти Mad Heads XL, Zdob şi Zdub, Figli di madre ignota, гітарист Енвер Ізмайлов та деякі інші. Також безкоштовно погодився виступити український рокабілі-гурт Ot Vinta!.
Гурти «Esthetic Education» і FliT, які відмовились виступати без гонорару, «Димна суміш», Сезарія Евора та багато інших музикантів так і не зіграли на «Свіржі».

### Підсумки
Фестиваль організовував продюсерський центр «Габрі», директор — Арміне Габріелян.

Організатори не залучили потужних інвесторів до його проведення, обмежившись низкою невеличких компаній-спонсорів. Вони сподівалися перекрити свої витрати завдяки продажу квитків, але цього не сталося.
Фестиваль розраховував… на 30 тисяч відвідувачів протягом усього фестивалю. В дійсності ж протягом перших двох днів відкритої реєстрації відвідувачів приїхало на порядок менше, близько 4–5 тисяч, а 1 серпня гостей прибувало ще менше. Через недоліки організації робота та охорона реєстрації не була налагоджена добре. Нам відомо про наявність випадків несанкціонованого продажу пропускних браслетів і втрати коштів через це…
— заявили організатори фесту.

Організатори висловили вдячність компанії «ArtMax Engineering», яка встановлювала сцени і якомога довше забезпечувала роботу фолк-сцени, зазнаючи значних фінансових втрат. За попередніми підрахунками, збитки «ArtMax Engineering» становлять 700 тис. гривень. Богдан Дзюнько, представник «Артмаксу», послався на молодість, недосвідченість і нефаховість організаторів:
Організацією фестивалю займалися молоді та непрофесійні люди, середній вік яких 20 років.
Натомість оргкомітет звинувачує у всьому місцеву владу і компанію «ArtMax Engineering», яка встановлювала сцени:
Голова сільської ради Свіржа фактично вчинила шахрайство — вона переконала нас взяти в оренду землю, на якій відбувався захід. Підготувала договір і взяла гроші з оргкомітету (на щастя, не всю суму), хоча земля фестивалю — поза межами населеного пункту… Компанія „ArtMax Engineering“, яка забезпечувала фестиваль технічно, монтувала сцени, після перших переговорів почала підвищувати ціну на свої послуги. Згодом, у другий день фестивалю, без жодних попереджень люди „Артмаксу“ почали демонтаж сцен…

## 2010 рік
Фестиваль «Свірж» планували провести 30 липня — 1 серпня 2010 року у Вишгородському районі, за 15 км від Києва біля берегів Київського водосховища. Він мав бути триденним.
Основна програма мала відбуватися на трьох майданчиках просто неба, на яких мали бути представлені заходи за 8 напрямами: Музична програма Головної Сцени (World Music), Рок, Фолк, Танцювальна програми, Вуличні та Фаєр-театри, Нічні кінопокази, Етно-дискотека, Джем-сейшн.
Учасники: «@Трактор», «Андерсон», «Big Second», «Божичі», «Верлібена», «Вій», «Кашемір», «Конкорд», «Мамкіни Буси» (Білорусь), «Ми100», «Сузір'я», «SЮR Band», «TaRuta», «Трансформер» (Полтава), «Chess Acoustic», «YouCrane». Театри: «Магма Фаєр Театр» Лінди Фаркаш (Угорщина) та «Геппі Піпл» (Київ).